# Xanthorhoe olympusa
Xanthorhoe olympusa là một loài bướm đêm trong họ Geometridae.